# Chiffre significatif
 (avril 2022).
Si vous disposez d'ouvrages ou d'articles de référence ou si vous connaissez des sites web de qualité traitant du thème abordé ici, merci de compléter l'article en donnant les références utiles à sa vérifiabilité et en les liant à la section « Notes et références ».
Le nombre de chiffres significatifs indique la précision d'une mesure physique. Il s'agit des chiffres connus avec certitude ou compris dans un intervalle d'incertitude. La précision (ou l'incertitude) avec laquelle on connaît la valeur d'une grandeur dépend du mesurage (ensemble d'opérations ayant pour but de déterminer la valeur d'une grandeur).
Exemple : 12 345 a cinq chiffres significatifs. Son premier chiffre incertain est le 5.
Cette notion est une simplification de la notion d'incertitude de mesure : au lieu d'exprimer l'incertitude sous la forme d'une valeur, on suppose implicitement qu'elle est de l'ordre de grandeur de l'unité du premier chiffre incertain. L'exemple ci-dessus est ainsi équivalent à 12 345 ± 1.

## Dans un nombre

### Convention
On rencontre fréquemment dans les tables des valeurs telles que 12,43, avec quatre chiffres significatifs. Par convention, il s'agit d'une valeur abrégée pour 12,43 ± 0,01,. Si la valeur est 12,430 ± 0,05, on peut écrire 12,43(5)[réf. souhaitée].

### Cas du 0
- Le nombre de chiffres situés après le dernier 0 non significatif représente le nombre de chiffres significatifs :
  - 0,8 a un chiffre significatif,
  - 0,0052 a deux chiffres significatifs,
  - 0,31 a deux chiffres significatifs ;
- Lorsque le 0 est le dernier chiffre (donc placé à droite), il est significatif :
  - 1,200 a quatre chiffres significatifs,
  - 0,0520 a trois chiffres significatifs.
- Le cas des nombres entiers tels : 400, 1000, 10 peut prêter à confusion : 
  - si le résultat d'une mesure donne 400 et qu'un seul chiffre est significatif, le résultat final peut être écrit 4 × 102 ou encore 0,4 × 103,
  - si deux chiffres sont significatifs, le résultat final peut être écrit 4,0 × 102 ou encore 0,40 × 103,
  - si trois chiffres sont significatifs, le résultat final peut être écrit 4,00 × 102 ou 0,400 × 103 ou encore 400,
  - si quatre chiffres sont significatifs, le résultat final peut être écrit 4,000 × 102 ou 0,400 0 × 103 ou encore 400,0.

Selon la façon dont il est écrit, le nombre de chiffres significatifs varie. Il peut donc être préférable d'écrire de tels nombres en notation scientifique ou en notation ingénieur, car avec ces notations, par convention, tous les chiffres de la mantisse sont significatifs.

## Dans une opération
Lors d'un calcul, les données sont parfois fournies avec des nombres de chiffres significatifs différents. Le résultat du calcul doit alors être exprimé avec le nombre de chiffres significatifs de la donnée qui en possède le moins.

### Addition et soustraction
Après une addition ou une soustraction, le résultat ne doit pas avoir plus de décimales que le nombre qui en comporte le moins.
Exemple 1
On calcule la masse molaire M du thiosulfate de sodium pentahydraté Na2S2O3, 5H2O, avec M(Na) = 23,0 g/mol, M(O) = 16,0 g/mol, M(S) = 32,05 g/mol, M(H) = 1,008 g/mol :
M(Na2S2O3, 5H2O) = 248,2 g/mol car M(Na) et M(O) sont connus au dixième de gramme par mole : ils imposent donc leurs précisions.
Exemple 2
Calculer le périmètre d'un rectangle de longueur L = 143 cm (donc trois chiffres significatifs et connu au centimètre près, pas de décimale) et de largeur l = 5,7 cm (donc deux chiffres significatifs et connu au dixième de centimètre près, une décimale).
P = 2 × (5,7 + 143) cm

P = 2 × 148,7 cm

P = 297,4 cm
La valeur du périmètre s'écrit donc P = 297 cm.

### Multiplication et division
Après une multiplication ou une division, le résultat ne doit pas avoir plus de chiffres significatifs que la valeur la moins précise. Les exemples ci-dessous illustrent l'application de ce principe.

#### Grandeurs physiques
On dissout une masse m = 6,17 g de thiosulfate de sodium pentahydraté (de masse molaire M = 248,2 g mol−1), dans un volume V = 150,0 mL de solution. La concentration molaire apportée est :
c = m/MV = 6,17/(248,2 × 150,0 × 10−3)
 mol/L
c = 0,165 726 564… mol/L : résultat brut incorrect

c = 0,166 mol/L:  résultat correct avec trois chiffres significatifs

#### Conversion monétaire
Transformer une valeur d'une devise vers une autre est équivalent à une multiplication par le taux de change. Ainsi, l'incertitude de la valeur initiale est à répercuter sur le résultat. Par exemple, une somme de 150,00 € est équivalente à 98 434,58 Francs CFA, mais une somme d'« environ 150 € » doit être traduite « environ 98 400 FCFA » avec trois chiffres significatifs.
L'État français a publié une recommandation pour les conversions entre différentes monnaies nationales, en particulier au moment du passage à l'euro en 2002. Il recommande de conserver les chiffres intermédiaires et d'effectuer l'arrondi à la fin des opérations uniquement, afin de limiter les écarts lors des conversions inverses dus à la propagation de l'erreur. De même, le règlement communautaire interdit l'usage du taux inverse, ce qui oblige à effectuer une division au lieu d'une multiplication.

### Logarithme
Après un logarithme, le résultat doit avoir autant de chiffres significatifs après la virgule que la valeur.
Cette règle amène à des subtilités avec le logarithme décimal. Les nombres 4,2 × 102 et 4,2 × 103 ont deux chiffres significatifs. Leurs logarithmes décimaux sont respectivement 2,623 2… et 3,623 2… Le nombre avant la virgule n'est que la valeur de l'exposant. Cette valeur ne servant qu'à positionner la virgule, elle n'est pas elle-même un chiffre significatif. Par conséquent, le résultat correct s'écrit respectivement 2,62 et 3,62.

## Logiciels de calcul et chiffres significatifs
Comme décrit ci-dessus, la question des chiffres significatifs repose sur une information qui va au-delà de la valeur du nombre. C'est pourquoi la plupart des logiciels de calcul ou de manipulation de données numériques ignore cette question. L'affichage précis des nombres, en particulier du nombre de chiffres significatifs, est à la charge de l'utilisateur ; sinon, un choix par défaut est utilisé, parfois modifiable globalement, toujours prédéfini « en usine » dans chaque logiciel, sans connaissance des futurs usages et besoins.
Apparaît ainsi la question des chiffres non significatifs, essentielle à considérer lorsque l'on souhaite partager ou publier des résultats, typiquement un tableau de données mesurées ou calculées, qui ont été travaillés à partir de ces outils informatiques (par ex. des programmes de traitement de données, une feuille de calcul électronique, etc.) qui ne connaissent pas la notion de précision ou d'incertitude. Il est ainsi essentiel de reformater chaque nombre en fonction de ses chiffres réellement significatifs, faute de quoi, ce sont les choix de programmation par défaut qui les déterminent et il y a tromperie quant à la précision réelle des valeurs ainsi montrées (on peut alors parler de fraude scientifique).
Quelques logiciels généraux (et davantage de logiciels dits « métier », spécifiques à un champ d'application, comme en ingénierie : résistance des matériaux, calculs de viscosité, détermination de pH, etc.) sont capables d'utiliser les informations supplémentaires et de définir des métadonnées pour un affichage correct des chiffres significatifs. Ainsi de certains modules spécialisés sur la métrologie et de la propagation des incertitudes dans des logiciels de calcul formel, des packages ou bibliothèques spécifiques pour les langages de calcul scientifique.